# ジフルジアゼパム
ジフルジアゼパム（英：Difludiazepam、Ro07-4065）は、フルジアゼパムの2',6'-ジフルオロ誘導体であるベンゾジアゼピン誘導体である。1970年代に発明されたが医薬品として販売されることはなく、GABAA受容体の形状と機能を決定するための研究ツールとして使用されており、IC50は4.1nMである。ジフルジアゼパムはその後、デザイナードラッグとして販売され、2017年にスウェーデン当局から欧州薬物・薬物依存監視センター（EMCDDA）に初めて通知された。